# Paul Baran
Paul Baran (29 de abril de 1926 - 26 de marzo de 2011) fue uno de los impulsores de las redes de conmutación de paquetes independientemente de Donald Davies y Leonard Kleinrock. Nacido en Polonia, su familia se trasladó a Boston en 1928. Baran cursó estudios de diplomatura en la Universidad Drexel, obtuvo su licenciatura en ingeniería en la UCLA en 1959 y comenzó a trabajar para la Corporación RAND en ese mismo año.
Para la estrategia de defensa estadounidense era importante el desarrollo de una red de comunicaciones que sobreviviese a un ataque nuclear. Como solución al problema, Baran ideó los fundamentos de las redes de conmutación de paquetes. De manera independiente, Donald Davies en el Laboratorio Nacional de Física del Reino Unido y Leonard Kleinrock en el MIT realizaban estudios similares.
Baran también estableció los fundamentos de otras cuatro importantes tecnologías de redes. Estuvo involucrado en los orígenes de la tecnología de paquetes de voz desarrollada por StrataCom en su predecesora Packet Technologies. Esta tecnología daría lugar al primer producto ATM. También tuvo que ver con la tecnología de módems multitono desarrollada por Telebit, que fue una de las raíces del multiplexado por división ortogonal de frecuencias que se usa en los módems DSL. Así mismo, Paul fundó Metricom, la primera compañía de Internet sin cables que desplegó el primer sistema de red inalámbrica y Com21, una de las primeras compañías de cable. En todos los casos, Baran proporcionó ideas pioneras que luego serían llevadas más allá de los inicios por otros grupos de desarrollo.
Paul Baran también extendió su trabajo en conmutación de paquetes a la teoría del espectro inalámbrico, desarrollando lo que llamó «reglas de guardería» (del inglés, kindergarten rules) para el uso del espectro inalámbrico.
Además de aportar estas innovaciones en el ámbito de las redes, también se le considera el inventor del detector de metales que se usa en los aeropuertos.
Falleció en su casa de California a los 84 años de edad por complicaciones en su sistema respiratorio, agravado por cáncer de pulmón avanzado.